# Ignazio
Ignazio est un prénom masculin basque et italien.
L'équivalent du prénom est « Ignacio » en espagnol et « Ignace  » en français.

## Prénom
- Pour l'ensemble des articles sur les personnes portant ce prénom, consulter :
  - la liste des articles dont le titre commence par ce prénom
  - les listes produites par Wikidata : Liste des personnes de prénom « Ignazio » — même liste en incluant les éventuels prénoms composés qui contiennent « Ignazio ».